# Copa de España de fútbol sala 2023
La Copa de España de fútbol sala de 2023 es la XXXIV edición de este torneo en el que participan los ocho primeros equipos tras la finalización de la primera vuelta del campeonato de liga. La competición tiene lugar entre el 9 y el 12 de febrero en el Palacio de los Deportes de Granada (Andalucía).

## Equipos participantes
Clasifican a la competición los ocho primeros equipos clasificados en el campeonato de liga tras la finalización de la jornada número 15, que cerró la primera vuelta. Estos fueron:
| Pos. | Equipo                      | Pts |
| ---- | --------------------------- | --- |
| 1    | Barça                       | 37  |
| 2    | Mallorca Palma Futsal       | 33  |
| 3    | Jaén Paraíso Interior F.S.  | 30  |
| 4    | Movistar Inter F.S.         | 25  |
| 5    | Viña Albali Valdepeñas      | 25  |
| 6    | Jimbee Cartagena            | 25  |
| 7    | ElPozo Murcia Costa Cálida  | 24  |
| 8    | Besoccer C.D. UMA Antequera | 19  |

## Organización

### Sede
El torneo se lleva a cabo en una única sede:
| Granada                 |
| Palacio de los Deportes |
| Capacidad: 9.000        |
|                         |

### Calendario
| 1/4 | Cuartos de final | 1/2 | Semifinales | F | Final |

| Febrero de 2023        | 9 Jue   | 10 Vie  | 11 Sáb  | 12 Dom |
| ---------------------- | ------- | ------- | ------- | ------ |
| Fase (n.º de partidos) | 1/4 (2) | 1/4 (2) | 1/2 (2) | F (1)  |

## Resultados
|  | Cuartos de final           | Cuartos de final  |                            |                       | Semifinales   | Semifinales   |  |                | Final         | Final         |  |
|  | 9 y 10 de febrero          | 9 y 10 de febrero |                            |                       | 10 de febrero | 10 de febrero |  |                | 12 de febrero | 12 de febrero |  |
|  |                            |                   |                            |                       |               |               |  |                |               |               |  |
|  |                            |                   |                            |                       |               |               |  |                |               |               |  |
|  | Barça                      | 3                 |                            |                       |               |               |  |                |               |               |  |
|  | Barça                      | 3                 |                            |                       |               |               |  |                |               |               |  |
|  | Viña Albali Valdepeñas     | 2                 |                            |                       |               |               |  |                |               |               |  |
|  | Viña Albali Valdepeñas     | 2                 |                            | Barça                 | 1 (1)         |               |  |                |               |               |  |
|  |                            |                   |                            | Barça                 | 1 (1)         |               |  |                |               |               |  |
|  |                            |                   | Movistar Inter             | 1 (4)                 |               |               |  |                |               |               |  |
|  | Besoccer UMA Antequera     | 0                 | Movistar Inter             | 1 (4)                 |               |               |  |                |               |               |  |
|  | Besoccer UMA Antequera     | 0                 |                            |                       |               |               |  |                |               |               |  |
|  | Movistar Inter             | 6                 |                            |                       |               |               |  |                |               |               |  |
|  | Movistar Inter             | 6                 |                            |                       |               |               |  | Movistar Inter | 1             |               |  |
|  |                            |                   |                            |                       |               |               |  | Movistar Inter | 1             |               |  |
|  |                            |                   | Jaén Paraiso Interior      | 3                     |               |               |  |                |               |               |  |
|  | Mallorca Palma Futsal      | 1 (2)             | Jaén Paraiso Interior      | 3                     |               |               |  |                |               |               |  |
|  | Mallorca Palma Futsal      | 1 (2)             |                            |                       |               |               |  |                |               |               |  |
|  | Jaén Paraiso Interior      | 1 (4)             |                            |                       |               |               |  |                |               |               |  |
|  | Jaén Paraiso Interior      | 1 (4)             |                            | Jaén Paraiso Interior | 7             |               |  |                |               |               |  |
|  |                            |                   |                            | Jaén Paraiso Interior | 7             |               |  |                |               |               |  |
|  |                            |                   | ElPozo Murcia Costa Cálida | 4                     |               |               |  |                |               |               |  |
|  | Jimbee Cartagena           | 6                 | ElPozo Murcia Costa Cálida | 4                     |               |               |  |                |               |               |  |
|  | Jimbee Cartagena           | 6                 |                            |                       |               |               |  |                |               |               |  |
|  | ElPozo Murcia Costa Cálida | 7                 |                            |                       |               |               |  |                |               |               |  |
|  | ElPozo Murcia Costa Cálida | 7                 |                            |                       |               |               |  |                |               |               |  |
|  |                            |                   |                            |                       |               |               |  |                |               |               |  |

### Cuartos de final
| 9 de febrero de 2022, 19:00 | Barça                        | 3:2 (0:1) | Viña Albali Valdepeñas     | Palacio de los Deportes, Granada                                               |                                                                                |
|                             | - Adolfo 25' - Pito 28', 36' | Reporte   | - 7' A. Claudino - 35' Ivi | Árbitro(s): Antonio Pablo Navarro Rodríguez-Villanueva Alberto Sarabia Eguiluz | Árbitro(s): Antonio Pablo Navarro Rodríguez-Villanueva Alberto Sarabia Eguiluz |

| 9 de febrero de 2022, 21:30 | Besoccer C.D. UMA Antequera | 0:6 (0:2) | Movistar Inter F.S.                                         | Palacio de los Deportes, Granada                                    |                                                                     |
|                             |                             | Reporte   | - 4', 21' Cecilio - 7' Sepe - 31', 35' Fits - 36' Drahovsky | Árbitro(s): Carlos Rodrigo Miguel Fermin A. Sánchez-Molina Tapiador | Árbitro(s): Carlos Rodrigo Miguel Fermin A. Sánchez-Molina Tapiador |

| 10 de febrero de 2022, 17:45 | Jimbee Cartagena                                              | 6:7 (3:4) | ElPozo Murcia Costa Cálida                                                         | Palacio de los Deportes, Granada                           |                                                            |
|                              | - Lucão 6' - Motta 14' (d.p.), 32', 33', 34' - J. Mínguez 17' | Reporte   | - 3' Taffy - 5', 8', 40' Marcel - 18' (d.p.) Gadeia - 22' Taynan - 25' Rafa Santos | Árbitro(s): Alejandro Martínez Flores Pablo Delgado Sastre | Árbitro(s): Alejandro Martínez Flores Pablo Delgado Sastre |

| 10 de febrero de 2022, 20:00 | Mallorca Palma Futsal                 | 1:1 (1:1) (2:4 p.)         | Jaén Paraiso Interior F.S.           | Palacio de los Deportes, Granada                          |                                                           |
|                              | - Mancuso 8'                          | Reporte                    | - 17' Mati Rosa                      | Árbitro(s): Héctor Mayo López Carlos Panadero Díaz-Concha | Árbitro(s): Héctor Mayo López Carlos Panadero Díaz-Concha |
|                              |                                       | Tiros desde el punto penal |                                      |                                                           |                                                           |
|                              | - Mancuso - Cléber - Marlon - Fabinho |                            | - Chino - Míchel - Menzeguez - César |                                                           |                                                           |

### Semifinales
| 11 de febrero de 2022, 19:00 | Barça                           | 1:1 (1:1) (1:4 p.)         | Movistar Inter F.S.                       | Palacio de los Deportes, Granada                             |                                                              |
|                              | - Sergio González 20'           | Reporte                    | - 17' Mati Rosa                           | Árbitro(s): Juan José Cordero Gallardo Pedro Carrillo Arroyo | Árbitro(s): Juan José Cordero Gallardo Pedro Carrillo Arroyo |
|                              |                                 | Tiros desde el punto penal |                                           |                                                              |                                                              |
|                              | - André Coelho - Matheus - Pito |                            | - Pola - Cecilio - E. Martel - Raúl Gómez |                                                              |                                                              |

| 11 de febrero de 2022, 21:30 | Jaén Paraíso Interior F.S.                                                       | 7:4 (3:2) | ElPozo Murcia Costa Cálida                                   | Palacio de los Deportes, Granada                                    |                                                                     |
|                              | - Chino 9', 25' - Renato 17' - Alan Brandi 19' - Míchel 20' - Mati Rosa 27', 40' | Reporte   | - 20' Marcel - 20' Rafa Santos - 24' Taynan - 38' F. Valerio | Árbitro(s): Carlos Rodrigo Miguel Fermin A. Sánchez-Molina Tapiador | Árbitro(s): Carlos Rodrigo Miguel Fermin A. Sánchez-Molina Tapiador |

### Final
| 1     | POR   | J.Herrero  |  |
| 2     | ALA   | Cecilio    |  |
| 6     | ALA   | Raúl Gómez |  |
| 7     | ALA   | Rubi Lemos |  |
| 19    | PIV   | Fits       |  |
|       |       |            |  |
|       |       |            |  |
|       |       |            |  |
|       |       |            |  |
|       |       |            |  |
|       |       |            |  |
| D. T. | D. T. | Pato       |  |

| 1     | POR   | Espindola      |  |
| 12    | CIE   | Attos          |  |
| 21    | ALA   | Míchel         |  |
| 24    | ALA   | Alan Brandi    |  |
| 29    | ALA   | César          |  |
|       |       |                |  |
|       |       |                |  |
|       |       |                |  |
|       |       |                |  |
|       |       |                |  |
|       |       |                |  |
| D. T. | D. T. | Dani Rodríguez |  |

| 19' | Fits | 1-1 |

| 12' · 29' · 37' | Alan Brandi Chino Alan Brandi | 0-1 1-2 1-3 |

| 1' · 5' | Raúl Gómez Drahovsky |

| 19' · 24' · 29' | Dani Rodríguez (D.T.) Alan Brandi Mati Rosa |

| Principal  | Alejandro Martínez Flores |
| Asistentes | Pablo Delgado Sastre      |

| 1     | POR   | J.Herrero  |  |
| 2     | ALA   | Cecilio    |  |
| 6     | ALA   | Raúl Gómez |  |
| 7     | ALA   | Rubi Lemos |  |
| 19    | PIV   | Fits       |  |
|       |       |            |  |
|       |       |            |  |
|       |       |            |  |
|       |       |            |  |
|       |       |            |  |
|       |       |            |  |
| D. T. | D. T. | Pato       |  |

| 1     | POR   | Espindola      |  |
| 12    | CIE   | Attos          |  |
| 21    | ALA   | Míchel         |  |
| 24    | ALA   | Alan Brandi    |  |
| 29    | ALA   | César          |  |
|       |       |                |  |
|       |       |                |  |
|       |       |                |  |
|       |       |                |  |
|       |       |                |  |
|       |       |                |  |
| D. T. | D. T. | Dani Rodríguez |  |

| 19' | Fits | 1-1 |

| 12' · 29' · 37' | Alan Brandi Chino Alan Brandi | 0-1 1-2 1-3 |

| 1' · 5' | Raúl Gómez Drahovsky |

| 19' · 24' · 29' | Dani Rodríguez (D.T.) Alan Brandi Mati Rosa |

| Principal  | Alejandro Martínez Flores |
| Asistentes | Pablo Delgado Sastre      |

| 1     | POR   | J.Herrero  |  |
| 2     | ALA   | Cecilio    |  |
| 6     | ALA   | Raúl Gómez |  |
| 7     | ALA   | Rubi Lemos |  |
| 19    | PIV   | Fits       |  |
|       |       |            |  |
|       |       |            |  |
|       |       |            |  |
|       |       |            |  |
|       |       |            |  |
|       |       |            |  |
| D. T. | D. T. | Pato       |  |

| 1     | POR   | Espindola      |  |
| 12    | CIE   | Attos          |  |
| 21    | ALA   | Míchel         |  |
| 24    | ALA   | Alan Brandi    |  |
| 29    | ALA   | César          |  |
|       |       |                |  |
|       |       |                |  |
|       |       |                |  |
|       |       |                |  |
|       |       |                |  |
|       |       |                |  |
| D. T. | D. T. | Dani Rodríguez |  |

| 19' | Fits | 1-1 |

| 12' · 29' · 37' | Alan Brandi Chino Alan Brandi | 0-1 1-2 1-3 |

| 1' · 5' | Raúl Gómez Drahovsky |

| 19' · 24' · 29' | Dani Rodríguez (D.T.) Alan Brandi Mati Rosa |

| Principal  | Alejandro Martínez Flores |
| Asistentes | Pablo Delgado Sastre      |

| 1     | POR   | J.Herrero  |  |
| 2     | ALA   | Cecilio    |  |
| 6     | ALA   | Raúl Gómez |  |
| 7     | ALA   | Rubi Lemos |  |
| 19    | PIV   | Fits       |  |
|       |       |            |  |
|       |       |            |  |
|       |       |            |  |
|       |       |            |  |
|       |       |            |  |
|       |       |            |  |
| D. T. | D. T. | Pato       |  |

| 1     | POR   | Espindola      |  |
| 12    | CIE   | Attos          |  |
| 21    | ALA   | Míchel         |  |
| 24    | ALA   | Alan Brandi    |  |
| 29    | ALA   | César          |  |
|       |       |                |  |
|       |       |                |  |
|       |       |                |  |
|       |       |                |  |
|       |       |                |  |
|       |       |                |  |
| D. T. | D. T. | Dani Rodríguez |  |

| 19' | Fits | 1-1 |

| 12' · 29' · 37' | Alan Brandi Chino Alan Brandi | 0-1 1-2 1-3 |

| 1' · 5' | Raúl Gómez Drahovsky |

| 19' · 24' · 29' | Dani Rodríguez (D.T.) Alan Brandi Mati Rosa |

| Principal  | Alejandro Martínez Flores |
| Asistentes | Pablo Delgado Sastre      |

| Bandera de Andalucía               |
| Campeón Jaén Paraiso Interior F.S. |
| 3r título                          |